# 1664 (birra)
1664 è una birra di spicco dell'industria Brasseries Kronenbourg.

## Storia
La marca 1664 è stata lanciata nel 1952 in occasione dell'incoronazione della regina dell'Inghilterra. L'origine del suo nome viene dall'anno 1664 quando Jérôme Hatt (1633-1675), dopo aver conseguito il diploma di mastro birraio, aprì a Strasburgo in place du Corbeau la Brasserie du Canon, che soltanto più tardi fu rinominata Kronenbourg.

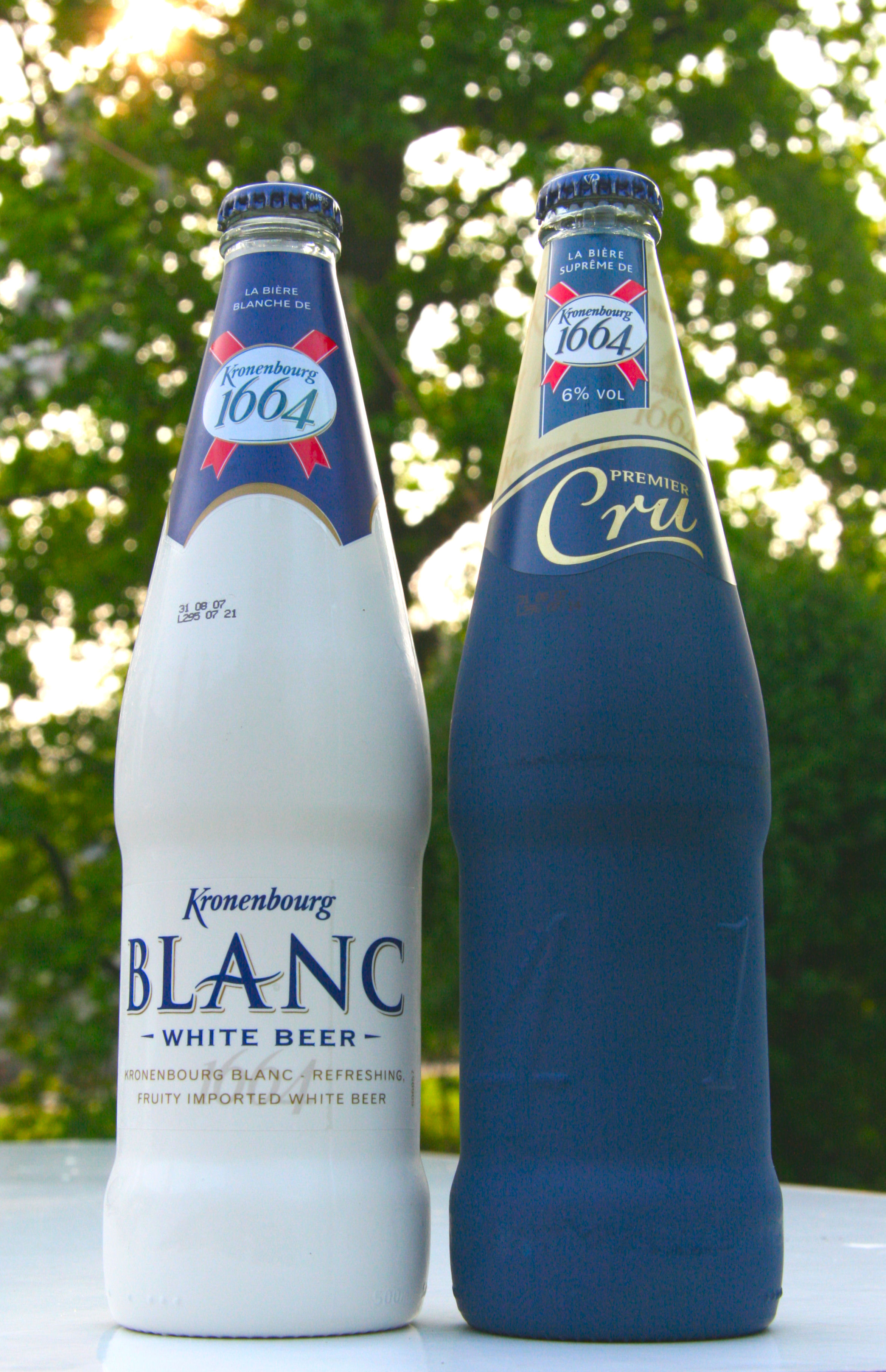
Bottiglie di 1664 per il mercato estero

## Le marche prodotte
Molte birre compongono la gamma 1664, in particolare per le più conosciute sono:
- 1664 Blonde, birra principale dell'industria della birra, è una birra di fermentazione bassa, di tipo lager pils. È una birra di colore biondo, quasi giallo, la sua schiuma bianca è densa e le sue bolle sono fini.[1] Il suo odore è predominato dal malto ed i luppoli aromatici floreali utilizzati per la sua fabbricazione, con note di frutta gialla macerata, di miele, di banana e di pepe. Questa birra è segnata dalla sua amarezza fine e la sua parte posteriore che lascia in bocca un gusto lungo, dovuto alla fermentazione lunga in cantina. Il suo sapore oscilla tra lo zuccherato e l'acido. Questa birra, con la sua immagine e la sua grande qualità occupa un posto centrale nel mercato delle birre premium. Con il 6,3% di alcool (vol).
- 1664 Brune, birra oggi introvabile sul mercato, fu una prova per il marchio ed i clienti abituati alla 1664 Blonde. Ma la birra non ebbe il successo previsto: fu così che venne deciso di interromperne la produzione. Con il 6,3% di alcool (vol).
- 1664 Blanc è una birra bianca ed al gusto di frutta. Il suo sapore è ottenuto grazie all'aggiunta di aromi di agrumi. Questa birra segna innanzitutto il mercato con il suo aspetto innovativo: una bottiglia di colore blu. È la prima bottiglia di questo colore venduta in così ampia scala in Francia. Con il 5% di alcool (vol).
- 1664 Malt d'Exception, deve il suo nome al malto utilizzato per la sua fabbricazione, unico[2] secondo l'industria della birra, tratto da un orzo nominato due file di primavera. La sua schiuma è densa ed il suo sapore ricorda la 1664 Blonde con le sue note di banana e di miele.
- 1664 Bière de Noël, è una birra alla spina trattata specialmente per le feste di fine d'anno. La sua schiuma è densa ed abbondante, dalle bolle fini e regolari. Il suo abito è ambrato, di un colore quasi crema con riflessi d'arancia. Il suo odore è ricco di caramello, frutta, luppoli con note di miele, cosa che fa ricordare le altre birre della gamma 1664. Il suo sapore ricco di aromi di caramella e di luppolo, oscilla tra lo zuccherato, l'amaro e l'acido.[3] Con il 5,5% di alcool (vol).
- 1664 Bière de Mars, è un'altra birra alla spina, trattata soltanto all'inizio d'anno (trattata così con i primi raccolti di malto e di luppolo). Con una schiuma abbondante come la 1664 Bière de Noël, con il gusto di arancia e con lo stesso profumo, ricco di caramella, frutta, luppoli con note di miele. Il suo sapore, di un'amarezza più segnata, è morbido e zuccherato. L'unica differenza dalla 1664 Bière de Noël, risiede nelle note di rum scuro presenti nel suo odore ed i suoi aromi.[4]

### Premi conseguiti
La 1664 Blonde è stata eletta Champion Beer delle birre bionde « à la pression» (birra alla spina: The International Lager Competition), e ha ottenuto una medaglia d'oro per la categoria classe 2 di questa categoria, al Brewing Industry International Awards nel 2004 e nel 2005. Ha anche ricevuto una medaglia di d'argento all'edizione 2002, nella categoria delle birre chiare di classe 1 (Lager class 1).

## Innovazioni e design

### 1664 Instant Pression
La 1664 Instant Pression è un'innovazione realizzata da Kronenbourg che permette di gustare una birra imbottigliata come se fosse servita alla spina, grazie ad un sistema di pressione integrato nelle lattine da 33 cl. Questo sistema è comparabile a quello utilizzato dalla Guinness. Una capsula è presente nella cannetta e si presenta sotto modulo di sfera di qualche cm di diametro in plastica traslucido che è riempita d'azoto sotto pressione. Al momento dell'apertura della spoletta la capsula libera il suo contenuto e permette di ottenere una birra simile a quella che servirebbe un barista.

## Associazione con Philippe Starck
Dal 2004 al 2006, il'azienda ha chiesto al designer Philippe Starck di creare una raccolta di accessori ai colori per la gamma 1664, intitolata 1664 by Starck: un bicchiere, una bottiglia (particolare poiché sotto forma di vetro), un secchio per il ghiaccio, una lattina (che ha la caratteristica di essere richiudibile), tre tipi di capsule (in moduli d'anello, tipo pendenti e in forma sotto boccale) ed una lampada.

## Colonna di birra 1664
La colonna di birra alla spina 1664 distribuita ai bar ed alle industrie della birra si vede ricompensata nel 2003 per il suo stile ed il suo estetismo, dall'Institut français du design.